# Freileitungskreuzungen des Kleinen Belt

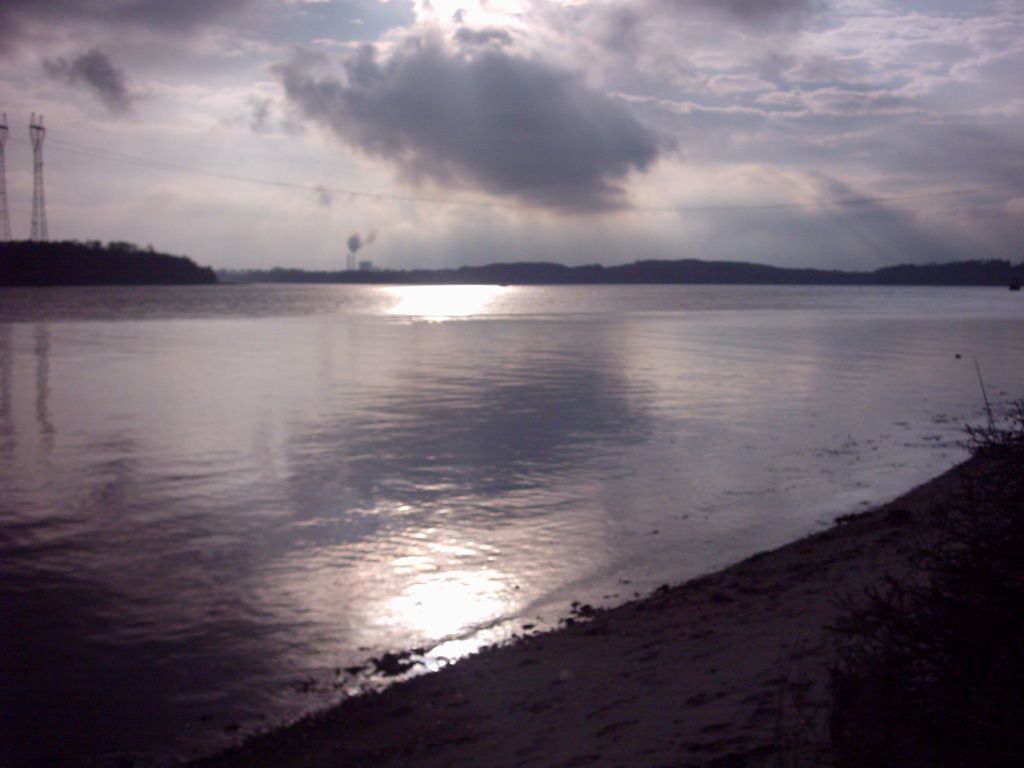
Freileitungsmasten am Kleinen Belt

Die Freileitungskreuzungen des kleinen Belt (dänisch Højspændingslinjerne ved Lillebælt) waren zwei parallel verlaufende, einkreisige 380-kV-Leitungen, die zwischen Fredericia und Middelfart den Kleinen Belt, die Meerenge zwischen Jütland und Fünen, überspannten. Die Anfang der 1970er Jahre errichteten Leitungskreuzungen, deren Masten zu den höchsten in Dänemark gehörten, wurden im Jahr 2013 durch ein Seekabel ersetzt und ein Jahr später abgebaut.

## Aufbau
Bei den Masten handelte es sich um stabil gebaute Deltamasten, anders als bei den anderen Masten der beiden Leitungen, bei denen eine der Phasen an Isolatoren zwischen den beiden gabelförmigen Mastspitzen aufgehängt war. Die Masten auf dem dänischen Festland (Jütland) befanden sich bei 55° 31′ 36″ N, 9° 41′ 29″ O und 55° 31′ 36″ N, 9° 41′ 26″ O, diejenigen auf Fünen bei 55° 31′ 6″ N, 9° 41′ 31″ O und 55° 31′ 6″ N, 9° 41′ 27″ O. 
Die Masten auf dem dänischen Festland waren 113,1 Meter und 119,2 Meter hoch, die auf Fünen 119,5 Meter und 125,3 Meter. Einer der Kreuzungsmasten auf dem dänischen Festland trug eine Richtfunkstation.

## Ersatz
Der Betreiber des dänischen Höchstspannungsnetzes, Energinet.dk, plante den Ersatz der Freileitungskreuzungen schon seit 2009. Damals wurden sechs Projekte entwickelt, die dem Landschaftsschutz und der Zuverlässigkeit des Netzes dienten, wozu auch der Bau eines Seekabels unter dem Kleinen Belt gehörte. Insbesondere die Einstufung des Kleinen Belts und umliegender Ufer als Natura 2000-Gebiet war für dieses Projekt ausschlaggebend. Angeschlagen wurden Kosten von 491,4 Millionen Dänischen Kronen.
Im Februar 2012 wurde der Schweizer Energietechnikkonzern ABB mit dem Bau des Seekabels und der Übergabestationen sowie der Lieferung der Komponenten beauftragt. Die Bauarbeiten begannen im Frühjahr 2013, wofür im Juni und Juli der Fænø Sund aufgrund der Kabelverlegungen mehrfach für den Schiffsverkehr gesperrt werden musste. Bei den Kabeln handelt es sich um die dicksten je verlegten dreiphasigen Drehstromkabel. Im Kleinen Belt selbst sind die Phasen gebündelt in einem Kabelkanal verlegt, die Landabschnitte westlich und östlich haben pro Phase je einen eigenen Kabelkanal. Jedes der beiden parallelen Dreiphasensysteme hat eine Übertragungsleistung von 500 MW, die Bemessungsspannung beträgt 420 kV.
Inbetriebnahme für die neuen Seekabel war im Herbst 2013. Im Anschluss begann der Abbau der nicht mehr benötigten 12 km Freileitungstrassen inklusive der rund 120 m hohen Kreuzungsmasten. Im September 2014 wurde schließlich der letzte verbliebene Mast demontiert.